# The Thin Man Goes Home
The Thin Man Goes Home is een film uit 1945 onder regie van Richard Thorpe.

## Verhaal
Detective Nick is jarig en hij gaat dit met zijn vrouw Nora vieren bij zijn ouders in Sycamore Springs. Maar er vallen al snel meerdere doden...

## Rolverdeling
| Acteur              | Personage                 |
| ------------------- | ------------------------- |
| William Powell      | Nick Charles              |
| Myrna Loy           | Nora Charles              |
| Lucile Watson       | Mevrouw Charles           |
| Gloria DeHaven      | Laurabelle 'Laura' Ronson |
| Anne Revere         | Crazy Mary                |
| Helen Vinson        | Helena Draque             |
| Harry Davenport     | Bertram Charles           |
| Leon Ames           | Edgar Draque              |
| Donald Meek         | Willie Crump              |
| Edward Brophy       | Brogan                    |
| Lloyd Corrigan      | Bruce Clayworth           |
| Anita Sharp-Bolster | Hilda                     |
| Ralph Brooks        | Peter Berton              |